# Joaquim Manso
Joaquim Martins Manso ComSE (Mação, Cardigos, 16 de Novembro de 1878 — Lisboa, 10 de Setembro de 1956) foi um jornalista português.

## Biografia
Fundador do Diário de Lisboa (1921-1990), que se notabilizou como escritor e ensaísta. Dirigiu, também, Diário de Lisboa : edição mensal (1933) e foi redactor principal de A Pátria, cargo que ocupou até 1921, ano em que fundou o Diário de Lisboa, de que foi logo director durante 35 anos. Colaborou em diversas publicações periódicas como a revista  Arte & vida  (1904-1906), Atlantida (1915-1920) e no Boletim do Sindicato Nacional dos Jornalistas (1941-1945).
Foi sócio correspondente da Academia das Ciências de Lisboa e professor do Conservatório Nacional de Lisboa, onde regeu a cadeira de Literaturas Dramáticas.
A 9 de Junho de 1941 foi feito Comendador da Ordem Militar de Sant'Iago da Espada.